# Amistad-Talsperre
Die Amistad-Talsperre (Amistad Dam) ist eine Talsperre am Rio Grande, sie liegt auf der Grenze zwischen den USA und Mexiko beim Zusammenfluss des Rio Grande mit dem Devils River, 19 km nordwestlich von Del Rio, Texas. Der Name Amistad bedeutet im Spanischen „Freundschaft“.

## Staudamm und Kraftwerke
Der Bau des Staudamms wurde 1944 in einem Vertrag zwischen den USA und Mexiko vereinbart und dauerte von 1963 bis 1969. Das Wasserkraftwerk ist seit den 1980er Jahren in Betrieb. Das Projekt kostete rund 72 Mio. US-Dollar, davon übernahm Mexiko 4/7 und die USA 3/7. Der Staudamm ist rund neun Kilometer lang und liegt zum größten Teil auf mexikanischem Gebiet. Die Stromerzeugung ist in 2 Kraftwerken, von denen je eines von den USA und von Mexiko betrieben wird.

## Stausee
Der Stausee (Amistad Reservoir oder Lake Amistad) dient der Bewässerung, dem Hochwasserschutz, der Stromgewinnung und der Erholung.
Die Anlage wird von der „International Boundary and Water Commission“ betrieben.
An den See grenzt auf amerikanischer Seite das Val Verde County und auf der mexikanischen Seite der Bundesstaat Coahuila.

## Freizeitnutzung

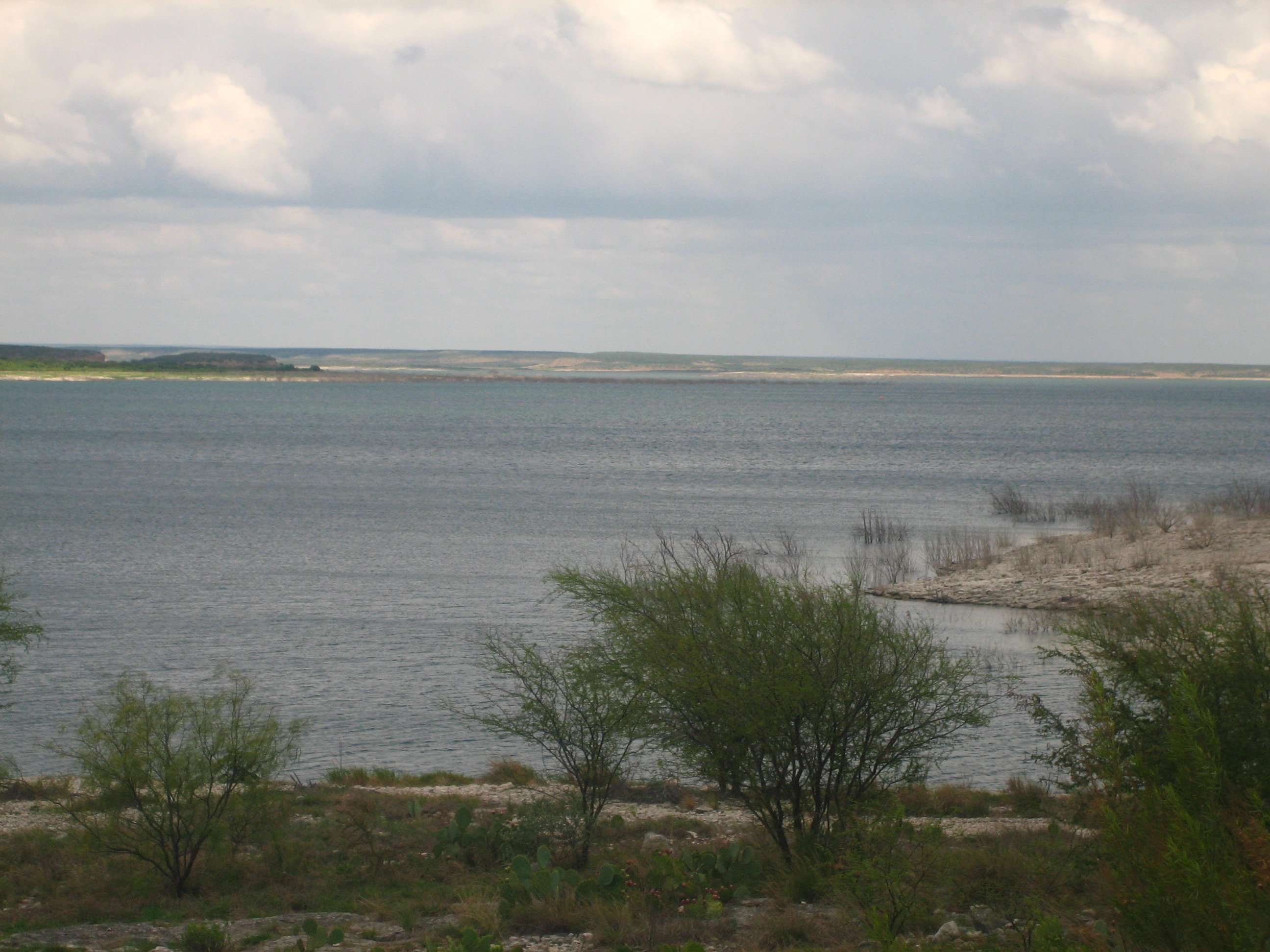
Teilansicht des Lake Amistad
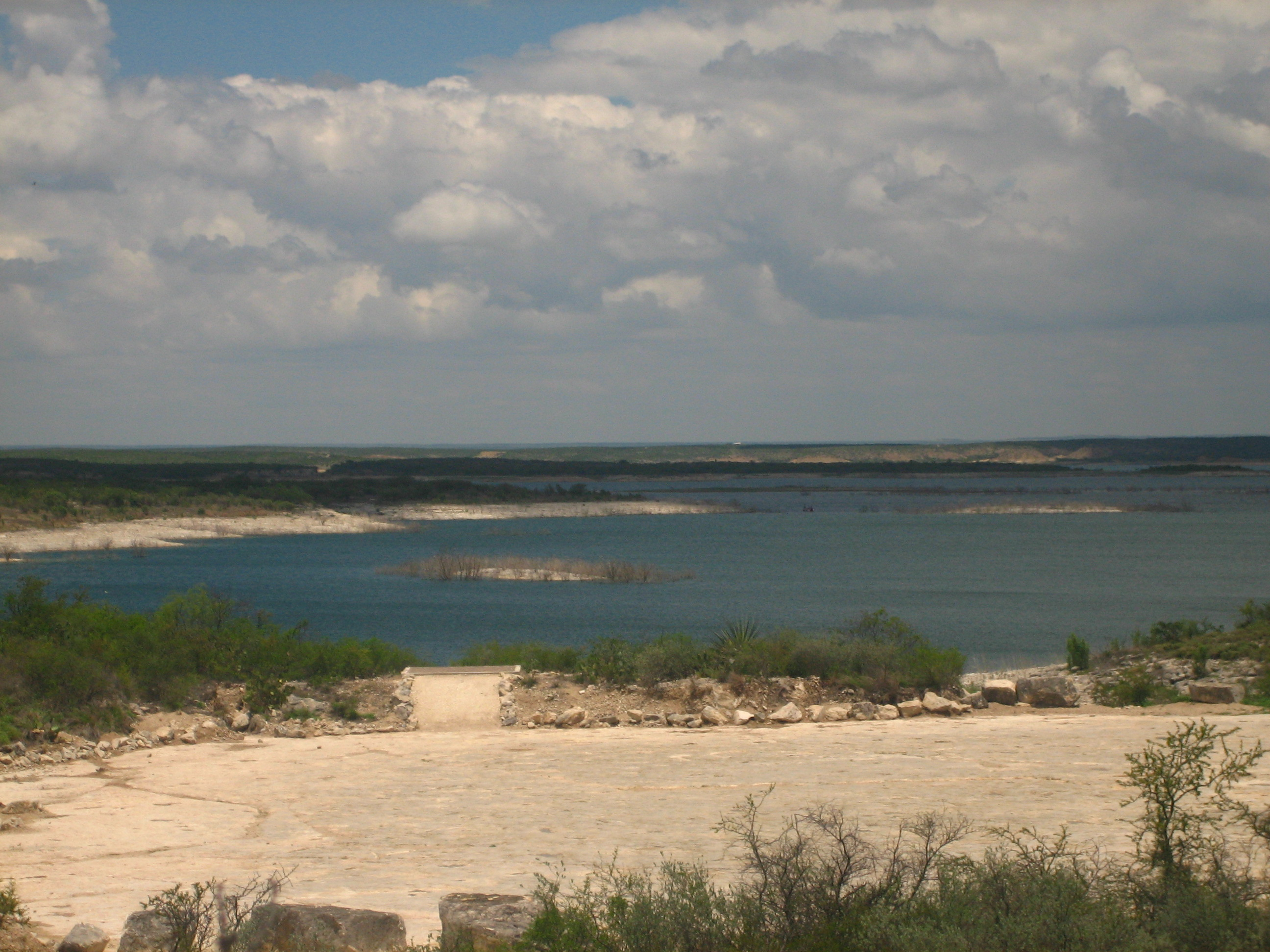
Rocky Beach am Lake Amistad westlich von Del Rio, Texas
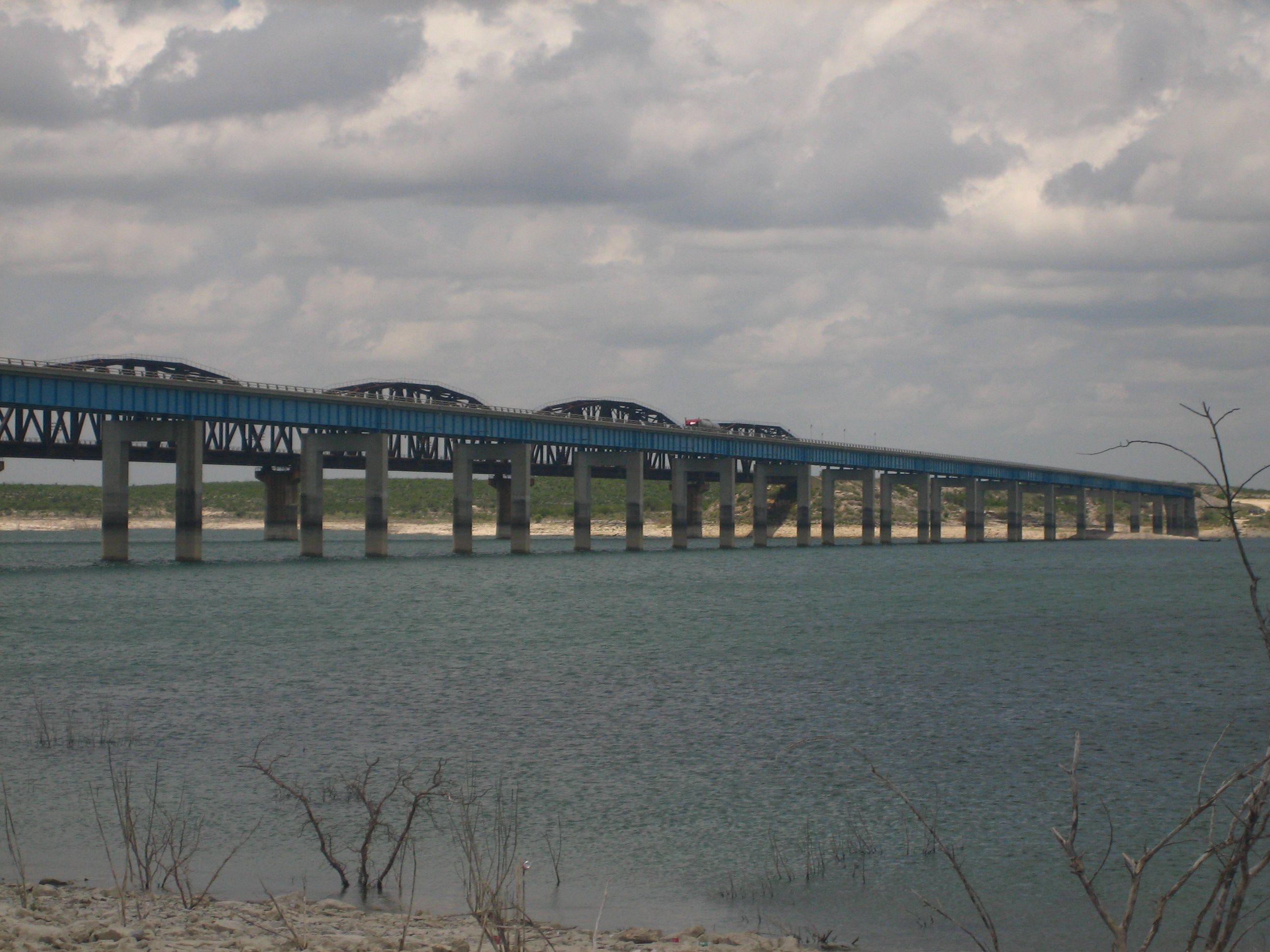
US-amerikanische Eisenbahnbrücke über Lake Amistad

Am Stausee liegt auf US-Seite das Freizeitgebiet „Amistad National Recreation Area“ mit einer Vielzahl an Freizeitmöglichkeiten.